# Regionalwahl in der Basilikata 2005
Die Regionalwahl in der Basilikata 2005 fand am 17. und 18. April statt; der Regionalrat und der Präsident der Region wurden gleichzeitig gewählt.

## Wahlergebnis
| Kandidaten                                   | Kandidaten             | Stimmen | %    | Listen              | Stimmen | %    | Mandate |
| -------------------------------------------- | ---------------------- | ------- | ---- | ------------------- | ------- | ---- | ------- |
|                                              | Vito De Filippogewählt | 236.479 | 67,0 | Uniti nell'Ulivo    | 133.104 | 38,7 | 10      |
| Popolari UDEUR                               | Vito De Filippogewählt | 236.479 | 67,0 | 38.042              | 11,0    | 3    |         |
| Federazione dei Verdi                        | Vito De Filippogewählt | 236.479 | 67,0 | 19.592              | 5,7     | 1    |         |
| Partito della Rifondazione Comunista         | Vito De Filippogewählt | 236.479 | 67,0 | 15.992              | 4,6     | 1    |         |
| Partito dei Comunisti Italiani               | Vito De Filippogewählt | 236.479 | 67,0 | 14.332              | 4,2     | 1    |         |
| Italia dei Valori                            | Vito De Filippogewählt | 236.479 | 67,0 | 9.511               | 2,8     | 1    |         |
| Patto dei Liberaldemocratici                 | Vito De Filippogewählt | 236.479 | 67,0 | 6.006               | 1,7     | –    |         |
| Mandate der Listengruppe                     | Vito De Filippogewählt | 236.479 | 67,0 | –                   | –       | 3    |         |
| ↳ Gesamt                                     | Vito De Filippogewählt | 236.479 | 67,0 | 236.579             | 68,7    | 20   |         |
|                                              | Cosimo Latronico       | 101.725 | 28,8 | Forza Italia        | 43.658  | 12,7 | 4       |
| Unione dei Democratici Cristiani e di Centro | Cosimo Latronico       | 101.725 | 28,8 | 27.100              | 7,9     | 3    |         |
| Alleanza Nazionale                           | Cosimo Latronico       | 101.725 | 28,8 | 22.553              | 6,5     | 2    |         |
| Federazione di Centro (PRI – DCU – DC – PLI) | Cosimo Latronico       | 101.725 | 28,8 | 3.124               | 0,9     | –    |         |
| Nicht gewählte Direktkandidat                | Cosimo Latronico       | 101.725 | 28,8 | –                   | –       | 1    |         |
| ↳ Gesamt                                     | Cosimo Latronico       | 101.725 | 28,8 | 96.435              | 28,0    | 10   |         |
|                                              | Margherita Torrio      | 8.780   | 2,5  | Nuovo PSI           | 7.979   | 2,3  | –       |
|                                              | Roberto Fiore          | 3.547   | 1,0  | Alternativa Sociale | 2.335   | 0,7  | –       |
|                                              | Angela Mancusi         | 2.436   | 0,7  | Unità Popolare      | 1.014   | 0,3  | –       |
| Gesamt                                       | Gesamt                 | 352.967 | 100  |                     | 344.342 | 100  | 30      |